# جيرارد كينغ
جيرارد كينغ (بالإنجليزية: Gerard King)‏ مواليد 25 نوفمبر 1972 في نيو أورلينز، هو لاعب كرة سلة أمريكي سابق بدأ مسيرته الاحترافية في سنة 1995 وحمل الرقم 54 و51. يبلغ طوله 6 قدم 9 بوصة (2.1 م). اعتزل اللعب في 2001.

## الميداليات
| الميدالية | المسابقة                         |
| --------- | -------------------------------- |
| برونزية   | بطولة كأس العالم لكرة السلة 1998 |

## روابط خارجية
- جيرارد كينغ على موقع الاتحاد الدولي لكرة السلة (الإنجليزية)
- جيرارد كينغ على موقع إن بي أي (الإنجليزية)
- جيرارد كينغ على موقع سبورتس رفرنس (الإنجليزية)
- جيرارد كينغ على موقع كرة السلة الأوروبية.كوم (الإنجليزية)
- جيرارد كينغ على موقع كلية كرة السلة في سبورتس رفرنس.كوم (الإنجليزية)
- جيرارد كينغ على موقع ريلجم (الإنجليزية)
- جيرارد كينغ على موقع بروبوليرز (الإنجليزية)